# Maleszau
Maleszau (biał. Малешаў; ros. Малешев, Maleszew; hist. Maleszewo Małe) – wieś na Białorusi, w obwodzie homelskim, w rejonie żytkowickim, w sielsowiecie Wierasnica. W 2009 roku liczyła 498 mieszkańców. Leży przy drodze Terebieżów Górny-Żytkowicze.

## Historia
Miejscowość była wzmiankowana w XVI wieku jako wieś w Wielkim Księstwie Litewskim, w województwie trockim, a od 1566 roku w województwie brzeskim, w powiecie pińskim. Była to wówczas własność szlachecka. W 1742 roku spisano we wsi 18 domów, karczmę, 40 wołów i 6 koni. Miejscowość stanowiła własność dziedziczną Michała Kazimierza Radziwiłła. W 1792 roku wzniesiono we wsi cerkiew. Po drugim rozbiorze Polski w 1793 roku miejscowość znalazła się w granicach Rosji. W 1811 roku obejmowała 46 gospodarstw. W 1855 roku 200 dziesięcin ziemi we wsi należało do Giersowicza. Według spisu powszechnego z 1897 roku w miejscowości zamieszkiwało 508 osób i znajdowało się w niej 69 gospodarstw, cerkiew, wiatrak i kuźnia. W 1903 roku otwarta została szkoła. W 1908 roku wieś należała do wołości Turów w ujeździe mozyrskim, w guberni mińskiej i zamieszkana była przez 579 osób.
W latach 1919–1920 znajdowało się pod polską administracją, w powiecie mozyrskim, w okręgu brzeskim Zarządu Cywilnego Ziem Wschodnich. Po ustabilizowaniu się granic wieś przypadła Sowietom. W 1921 roku liczyła 783 mieszkańców (380 kobiety i 403 mężczyzn) i znajdowało się w niej 106 budynków mieszkalnych. 708 osób deklarowało narodowość białoruską, 66 – polską, 9 – żydowską. 738 osób deklarowało przynależność do wyznania prawosławnego, 32 – do mojżeszowego, 12 – do rzymskokatolickiego, 1 – do ewangelickiego. W 1925 roku miejscowość obejmowała już 122 budynki.
W czasie II wojny światowej, w lipcu 1944 roku, wycofujące się oddziały niemieckie podpaliły zabudowania we wsi. W pożarze zginęło 16 mieszkańców, a ogień strawił w sumie 80 budynków. Ponadto 99 mieszkańców wsi zginęło na froncie. W 1959 roku Maleszau liczył 962 mieszkańców. Miejscowość weszła w skład kołchozu „1 Maja”.
W pobliżu znajduje się Maleszewo Wielkie. Wyznaczona w traktacie ryskim granica polsko-sowiecka przebiegła pomiędzy miejscowościami pozostawiając w Polsce Maleszewo Wielkie, a Maleszewo Małe przekazując Sowietom. Granica ta zachowała się do czasów współczesnych jako granica obwodów.